# Amungme
 Gli Amungme, anche chiamati Amung, Amuy, Damal o Uhunduni, sono un gruppo etnico che vive sugli altipiani della provincia autonoma indonesiana di Papua, sull'isola di Nuova Guinea. 

## Storia
Presenti negli altipiani della Nuova Guinea da migliaia di anni, in territori quasi inaccessibili circondati da alte montagne, gli Amungme rimasero tecnicamente nell'età della pietra fino all'arrivo degli occidentali. Il primo contatto con gli europei avvenne nel 1912, quando l'esploratore britannico Alexander Wollaston arrivò alla base dei ghiacciai del Puncak Jaya accompagnato da guide di questa popolazione, convinte che i bianchi li avrebbero portati in una terra mistica dove avrebbero guadagnato la vita eterna. Nel 1936 una seconda spedizione, guidata dal geologo olandese Jean Jacques Dozy, si avvalse ancora degli Amungme per raggiungere nuovamente i ghiacciai; in entrambe le occasioni gli indigeni che scesero con gli olandesi sulla costa contrassero malattie che contagiarono i propri villaggi.
A seguito di questi due incontri, gli Amungme conobbero l'esperienza dei primi missionari, che però riuscirono a penetrare nei più remoti villaggi solo negli anni cinquanta del XX secolo.
A partire dal 1967 la compagnia mineraria americana Freeport McMoRan ha instaurato nei pressi del monte Grasberg, nel territorio condiviso da questo popolo e da quello contiguo dei Kamoro, un sistema di miniere; si tratta del più grande complesso di estrazione d'oro al mondo e del più redditizio a livello planetario per quanto riguarda l'estrazione di rame. La presenza della compagnia, appoggiata dalle autorità indonesiane, ha portato ad una serie di proteste e scontri; la Freeport McMoRan è accusata di devastazione ambientale e di genocidio culturale dei popoli indigeni. Le dure proteste dei movimenti indigeni, sfociate spesso in azioni violente, e la dura repressione del governo hanno alimentato la tensione nella zona.

## Cultura
Prima dell'incontro con gli occidentali, gli Amungme vivevano in piccoli villaggi nei quali praticavano la coltivazione intensiva della patata dolce e del taro, oltre che l'allevamento dei maiali; le attività di caccia e raccolta nella foresta ricoprivano un'importanza secondaria. Gli uomini vivevano in una loro abitazione al centro del villaggio, circondata dalle case delle mogli, delle madri e delle sorelle non sposate.
Nel loro credo manifestavano un profondo rispetto per gli spiriti della terra e degli antenati. I villaggi erano spesso accomunati tra loro in alleanze, basate sulla vicinanza territoriale o su legami di clan, alla cui guida veniva designato un “grande uomo” (me-ki) con un potere solo leggermente superiore a quello degli altri; la leadership era scelta in base alla capacità di un individuo di risolvere i problemi, a quella di condividere i beni e all'abilità di attrarre seguaci.

## Lingua
La lingua usata dal popolo Amungme è il Damal o Uhunduni, inserita nel raggruppamento di famiglie trans-Nuova Guinea, e più precisamente nella famiglia delle lingue dei laghi Wissel-Kemandoga. Il numero di persone che parlano tale lingua è stimato tra le 12000 e le 14000 persone.